# پتسی اوکانل شرمن
پَتسی اوکانل شرمن (انگلیسی: Patsy O'Connell Sherman; ۱۵ سپتامبر ۱۹۳۰ – ۱۱ فوریهٔ ۲۰۰۸) یک شیمی‌دان آمریکایی و هم مخترع محصولات اسکاتش‌گارد بود، که یکی از برندهای شرکت تری‌ام در زمینه محصولات دافع لکه و ضدآب با دوام محسوب می‌شود.

## زندگی اولیه
پتسی اوکانل شرمن در مینیاپولیس، مینه‌سوتا به دنیا آمد. او در دوره‌ای بزرگ شد که زنان اجازه دستیابی به سطوح بالای آموزش را نداشتند، اما با وجود این، پدرش او را به ادامه تحصیل تشویق کرد. پدرش علاقه‌مند به علم بود و این علاقه به پتسی نیز منتقل شد. در آن زمان، مردان در جنگ جهانی بودند و زنان مسئولیت‌های بیشتری را بر عهده می‌گرفتند، که این به زنان آزادی و استقلال بیشتری می‌داد، و پتسی نیز به‌خوبی از این فرصت استفاده کرد. او در دبیرستان نورث در مینیاپولیس تحصیل کرد، جایی که تست استعداد مربوط به مردان را انجام داد، چون آزمون زنان تنها به او عنوان «خانه‌دار» را داده بود، و این موضوع برایش خوشایند نبود. با الگوبرداری از پدرش، تصمیم گرفت در رشته‌های مالی تحصیل کند و از کالج گوستاووس آدولفوس در رشته شیمی و ریاضی فارغ‌التحصیل شد – او نخستین فردی بود که این دو رشته را به‌طور همزمان در آنجا گذرانده بود.

## حرفه

### در شرکت تری‌ام
در سال ۱۹۵۲، شرمن کار خود را در شرکت تری‌ام آغاز کرد. به همراه ساموئل اسمیت، او هم‌مخترع اسکاتش‌گارد بود که به‌سرعت تبدیل به یکی از مشهورترین و پرکاربردترین محصولات دافع لکه و شوینده در آمریکای شمالی شد. اختراع اسکاتش‌گارد ناشی از یک اتفاق بود. شرمن و همکارانش در ابتدا مأمور توسعه لاستیکی بودند که بتواند برای شلنگ‌های سوخت جت مورد استفاده قرار گیرد. در طی این فرایند، مقداری لاستیک فلوئوروکمیکال به‌طور تصادفی روی کفش یکی از دستیاران ریخته شد. پس از تلاش‌های ناموفق برای پاک‌سازی آن، شرمن متوجه شد که این ماده می‌تواند به‌عنوان دافع روغن، آب و حلال‌ها کاربرد داشته باشد.
در سال ۱۹۷۱، شرمن و اسمیت پتنتی برای «اختراع کوپلیمرهای بلوکی و شاخه‌ای حاوی گروه‌های قطبی محلول در آب و گروه‌های فلوئورآلیفاتیک» دریافت کردند. شرمن صاحب ۱۳ پتنت مشترک با اسمیت در زمینه پلیمرهای فلوئوروشیمیایی و فرایندهای پلیمریزاسیون است.
در سال ۱۹۷۴، شرمن نخستین زنی بود که به تالار افتخار شرکت 3M، موسوم به جامعه کارلتون، پیوست («برای تحقیقاتش در زمینه انرژی سطحی که منجر به توسعه محافظ پارچه‌ای 3M™ اسکاچگارد™ شد، و همچنین تحقیقاتش در پلیمریزاسیون فلوئوروشیمیایی و سنتز پلیمرها»). شرمن چندین سال در شرکت 3M باقی ماند و به بهبود و گسترش محصولات اسکاتش‌گارد پرداخت. او بعدها مدیر آزمایشگاه شد و در اواسط دهه ۱۹۸۰ دپارتمان آموزش فنی شرکت را بنیان گذاشت.
در اکتبر ۲۰۰۲، شرمن در کنار سخنرانانی چون استیو وزنیاک (مخترع رایانه اپل) در جشن دویستمین سالگرد تأسیس دفتر ثبت اختراعات و علائم تجاری ایالات متحده سخنرانی کرد. او یکی از ۳۷ مخترعی بود که دربارهٔ فرایند اختراع صحبت کردند. او گفت:
> می‌توان به جوانان یاد داد که مشاهده کنند، و وقتی اتفاقات غیرمنتظره می‌افتد، سؤال بپرسند. می‌توان به خود یاد داد که چیزهای غیرمنتظره را نادیده نگیریم. فقط به همه اختراعات بزرگی فکر کنید که از طریق سرندپیتی (شانس یا تصادف) حاصل شده‌اند، مثل کشف پنی‌سیلین توسط الکساندر فلمینگ، که تنها از طریق مشاهده چیزی که پیش‌تر کسی به آن فکر نکرده بود، رخ داد.

### دفاع از زنان در علم
شرمن مدافع پرشوری برای حضور زنان در علم بود. او گفت: «دخترها باید رؤیاهای خود را دنبال کنند. آن‌ها می‌توانند هر کاری که دیگران می‌توانند انجام دهند، انجام دهند. آن‌ها امروز الگوهای بسیار بیشتری دارند — که ممکن است شامل مادرانشان نیز باشد.» در طول توسعه محصول اسکاتش‌گارد در دهه ۱۹۵۰، شرمن به‌دلیل قانون آن زمان که ورود زنان به کارخانه نساجی را ممنوع کرده بود، مجبور بود منتظر نتایج عملکرد در خارج از کارخانه بماند. در آن زمان، تعداد بسیار کمی از شیمی‌دانان زن وجود داشتند؛ شرمن در محیط‌های شرکتی استثنا محسوب می‌شد.